# Leila de Lima

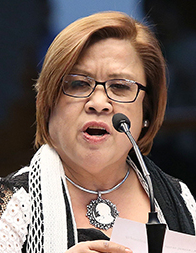
Leila de Lima (2016)

Leila Magistrado de Lima (* 27. August 1959 in Iriga City, Camarines Sur) ist eine philippinische Juristin, Hochschullehrerin und Politikerin.

## Biografie
Die älteste Tochter des früheren Kommissars (Commissioner) der Wahlkommission (COMELEC) Vicente B. de Lima studierte nach dem Besuch einer Grundschule und der High School der La Consolacion Academy von 1976 bis 1980 zunächst Politikwissenschaften an der Universität De La Salle in Manila und erwarb dort den Grad Bachelor of Arts History. Anschließend absolvierte sie ein Studium der Rechtswissenschaft am San Beda College und beendete dieses mit einem Bachelor of Laws. Kurz darauf schloss sie als Acht-beste das anwaltliche Staatsexamen 1985 ab.
Im April 1986 begann sie ihre berufliche Laufbahn als Steuerassistentin in der Sozietät Sycip, Gorres, Velayo & Co., nahm jedoch bereits im Juni 1986 den Ruf als Professorin für Rechtswissenschaft am San Beda College of Law an und unterrichtete dort bis 1994 Wahlrecht, Wirtschaftsorganisation, Persönlichkeitsrecht, Familienrecht, Verkehrsrecht, Satzungsrecht und Einführung ins Recht. Zeitgleich war sie ab Juli 1989 als Anwältin Mitarbeiterin im Stab von Isagani A. Cruz, einem Richter am Obersten Gerichtshof der Philippinen.
Danach war sie als Rechtsanwältin in der Anwaltskanzlei Jardaleza, Sobreviñas, Diaz, Hayudini & Bodegon Law Offices tätig. Im Anschluss war sie zwischen 1991 und 1992 Anwältin in der Kanzlei Jardaleza Law Offices.
1993 wurde sie Mitarbeiterin im Repräsentantenhaus der Philippinen und war dort als Protokollführerin (Clerk) des Wahltribunals bis 1995 tätig. Im April 1995 trat sie als Juniorpartnerin in die Anwaltskanzlei Roco, Buñag, Kapunan & Migallos ein und wurde anschließend im Juli 1998 Gründerin und geschäftsführende Partnerin der Kanzlei De Lima & Meñez. Nach fast neunjähriger Tätigkeit in dieser Kanzlei wurde sie im April 2007 geschäftsführende Partnerin der Anwaltskanzlei De Lima Law Firm. Daneben war sie zwischen 2006 und 2007 erneut Professorin für Rechtswissenschaften am San Beda College of Law.
Am 7. Mai 2008 wurde sie von Präsidentin Gloria Macapagal-Arroyo zur Vorsitzenden der Kommission für Menschenrechte (Commission on Human Rights) ernannt, stieß jedoch bei ihrer Arbeit oftmals auf Widerstand bei Regierungsvertretern und Richtern. 2009 wurde sie vom Fernsehsender GMANews zur „Mitarbeiterin des Öffentlichen Dienstes des Jahres“ erklärt.
Nach der Wahl 2010 wurde Leila de Lima am 30. Juni 2010 von Präsident Benigno Aquino III. zur Justizministerin (Secretary of Justice) in dessen Kabinett berufen.
Bei der Parlamentswahl im Mai 2016 errang de Lima einen von zwölf Senatorensitzen. In der folgenden Zeit gehörte sie zu den schärfsten Kritikern des Anti-Drogen-Kriegs des neu gewählten Präsidenten Rodrigo Duterte. De Lima berief u. a. einen Untersuchungsausschuss ein, weil Duterte als Bürgermeister von Davao City die Stadt von Todesschwadronen habe aufräumen lassen. Im Februar 2017 wurde von der Staatsanwaltschaft Manila Anklage gegen de Lima wegen Verwicklungen in Drogengeschäfte und wegen des Erhalts von Geldern aus den Drogenkartellen für den Wahlkampf. Diverse Zeugen gaben bei der Senatsanhörung über die Art der Wahlkampfunterstützung und die gezahlten Beträge Auskunft. Als Justizministerin unter der Regierung Aquino soll sie Partys im Hochsicherheitsgefängnis für die dort einsitzenden Bosse der Drogenkartelle zugelassen und geduldet haben. Zuvor war sie vom Senat wegen Korruptionsvorwürfen als Ausschussvorsitzende abgewählt worden. Die meisten politischen Beobachter glauben an kein Fehlverhalten de Limas, nachdem zuvor bereits weitere missliebige Staatsanwälte, Richter, Polizisten oder Politiker mit ähnlichen Vorwürfen und Anklagen konfrontiert worden waren. Am 24. Februar 2017 wurde De Lima im Senatsgebäude der philippinischen Hauptstadt Manila verhaftet, nachdem die Richterin Juanita Guerrero, am Muntinlupa Regional Trial Court Branch 204, am Donnerstagabend einen Haftbefehl gegen De Lima erließ. Bei der Verhaftung teilte De Lima den anwesenden Pressevertretern mit, sie werde sich den Anschuldigungen stellen.
Bei der Senatswahl 2022 trat de Lima an, um ihren Sitz zu verteidigen, erhielt jedoch nur 13,04 % der Stimmen, so dass sie aus dem Senat ausscheiden musste.
Die (inzwischen) Ex-Senatorin wurde bisher in zwei ihrer drei Anklagepunkten freigesprochen. Der andere Fall ist noch beim Regionalgericht Muntinlupa anhängig. Sie wurde am 13. November 2023 nach fast siebenjähriger Untersuchungshaft gegen Zahlung einer Kaution in Höhe von 300.000,00 PHP (etwa 5.000,00 Euro) vorläufig aus der Haft im Camp Crame Gefängnis, Manila/Quezon City entlassen.
CNN Philippines hat den Verlauf des Prozesses und der Haftzeit von Senatorin Leila de Lima wie folgt zusammengefasst:
23. Februar 2017 – Das Bezirksgericht Muntinlupa erließ einen Haftbefehl gegen De Lima wegen Verstoßes gegen den „Comprehensive Dangerous Drugs Act“ von 2002.
Am 24. Februar 2017 wurde De Lima verhaftet und im Hauptquartier der philippinischen Nationalpolizei in Camp Crame inhaftiert.
16. März und 19. Juli 2017 – De Limas Fall erregte internationale Aufmerksamkeit, als das Europäische Parlament ihre sofortige Freilassung forderte. Im Juli 2017 besuchte eine 12-köpfige EU-Delegation De Lima im Gefängnis der philippinischen Nationalpolizei (PNP) in Camp Crame.
10. Oktober 2017 – Der Oberste Gerichtshof stimmte mit 9 zu 6 Stimmen dafür, den Antrag der inhaftierten Senatorin auf Aufhebung des gegen sie erlassenen Haftbefehls abzulehnen. Das Oberste Gericht wies De Limas Rechtsbehelf wegen mangelnder Begründetheit zurück.
Januar 2018 – Einige Richter aus den verschiedenen Zweigen des Bezirksgerichts Muntinlupa haben sich aus unterschiedlichen Gründen geweigert, in den Fall De Lima eingebunden zu werden. So erklärte sich z. B. Richterin Antoinetta Pablo-Medina von der Abteilung 276 für befangen, weil sie eine Klassenkameradin von De Lima gewesen sei. Richterin Myra Bayot-Quiambao von der Abteilung 203 erklärte sich ebenfalls für befangen, indem aie auf ihre enge persönliche Beziehung zu einem Mitglied der Anklagebehörde verwies.
6. Juni 2018 – Der Oberste Gerichtshof lehnte den Antrag von De Lima auf ihre Freilassung wegen des hinreichenden Verdachts auf eine drogenbedingte Straftat endgültig ab. Das Oberste Gericht wies alle Rechtsbehelfe der Senatorin am 10. Oktober 2017 zurück, aber De Limas Lager reichte im November desselben Jahres einen weiteren Antrag auf erneute Prüfung ein.
11. Juli 2018 – Die PNP lehnte den Antrag des Senatspräsidenten Vicente Sotto III ab, De Lima zu erlauben, Senatsanhörungen im Gefängnis abzuhalten. Die PNP erklärte, es liege nicht in ihrer Zuständigkeit, einem solchen Antrag stattzugeben.
8. Februar 2019 – Die Minderheitsfraktion im Senat, der Senatorin De Lima angehörte, reichte eine Resolution ein, in der sie die philippinische Regierung aufforderte, den Empfehlungen der Arbeitsgruppe für willkürliche Inhaftierungen des UN-Menschenrechtsrats zu folgen, die die Freilassung von De Lima forderte. Eine ähnliche Resolution wurde auch im philippinischen Repräsentantenhaus verabschiedet.
14. März/4. April 2019 – Sechs US-amerikanische Abgeordnete reichten eine Resolution ihres Repräsentantenhauses ein, in der sie die philippinische Regierung aufforderten, De Lima freizulassen. Die Resolution wurde von der kalifornischen Abgeordneten Jackie Speier eingebracht. Fast einen Monat später reichten fünf weitere US-amerikanische Senatoren eine weitere parteiübergreifende Resolution unter Führung der US-Senatoren Marco Rubio und Edward Markey ein, in der sie die Freilassung von De Lima forderten.
11. April 2019 – Die Mehrheitsfraktion im philippinischen Senat reichte daraufhin eine Resolution ein, in der sie den Schritt ihrer US-Kollegen kritisierte, die die Regierung der Philippinen aufforderte, De Lima freizulassen. Diese „Resolution 1037“ des philippinischen Senats warf dem US-Kongress vor, „ein Affront gegen die Souveränität der Republik der Philippinen und eine unzulässige Einmischung in ihr Justizwesen“ zu sein.
18. Juli 2019 – Die PNP-Abteilung „Strafrechtliche Ermittlungen und Aufdeckung von Straftaten“ (PNP-Criminal Investigation and Detection Group) reichte eine Beschwerde gegen wichtige Oppositionsführer, darunter Senatorin De Lima, wegen Anstiftung zum Aufruhr aufgrund derer angeblichen Beteiligung an viralen Videos ein, die die Familie des damaligen Präsidenten Duterte mit Drogen in Verbindung brachten.
23. Dezember 2019 – Die vom damaligen US-Präsidenten Donald Trump unterzeichnete „2020 State and Foreign Operations Appropriations and Related Programs Appropriations Bill“ enthielt eine Bestimmung, die philippinischen Beamten, die an der Festnahme und Inhaftierung von De Lima beteiligt waren, die Einreise in die USA verbot.
Am 27. Dezember 2019 wies daraufhin der philippinische Präsident Duterte seine Einwanderungsbehörde an, den US-Senatoren Dick Durbin und Patrick Leahy die Einreise zu verbieten, da sie die Bestimmung des Einreiseverbots für philippinische Beamte in den amerikanischen Haushalt 2020 aufgenommen hätten.
18. Januar 2020 – De Lima reichte beim Internationalen Strafgerichtshof in Den Haag eine Beschwerde gegen Duterte „wegen unterbliebener Ermittlungen von außergerichtlichen Exekutionen von Verdächtigen bei Drogendelikten auf den Philippinen“ ein.
22. Januar 2020 – Der Oberste Gerichtshof der Philippinen wies De Limas Antrag auf einen „Rechtsbehelf gegen Präsident Duterte wegen Verletzung Ihrer Privatsphäre mit Gefährdung ihres Lebens, ihrer Freiheit und Sicherheit durch eine rechtswidrige Handlung“ zurück. Ein in der philippinischen Verfassung verankertes Rechtsmittel, das sie vor Dutertes Drohungen und verbalen Angriffen schützen sollte.
2./9. Januar 2020 – US-Abgeordnete reichten die Senatsresolution 142 ein, in der sie die US-Regierung auffordern, Sanktionen gegen philippinische Beamte zu verhängen, die an der Inhaftierung von De Lima beteiligt waren – einschließlich des Einfrierens ihrer Vermögenswerte. Die Resolution wurde eine Woche später verabschiedet.
5./25. Februar 2020 – De Lima appellierte an den Obersten Gerichtshof, dessen Entscheidung zu überdenken, ihre Klage gegen Duterte im Zusammenhang mit seinen verbalen Angriffen gegen sie einzustellen. Zwanzig Tage später legte sie der US-Regierung eine Liste von Personen vor, die hinter ihrer Inhaftierung steckten und mit einem Einreiseverbot belegt werden sollten.
16. Juni 2020 – De Lima reichte einen Antrag auf Freilassung gegen Kaution bei der Abteilung 166 des Bezirksgerichts Muntinlupa ein, da die gegen sie vorgelegten Beweise nicht stichhaltig seien.
19. Juni 2020 – Die Abteilung 205 des Gerichts lehnt De Limas Antrag ab, per Videoschaltung von ihrer Zelle in Camp Crame aus an den Senatssitzungen teilzunehmen. Das Gericht sagte, ihr zu erlauben, virtuell an den Sitzungen teilzunehmen, sei „nicht anders“ als ihr zu erlauben, physisch teilzunehmen.
20. Juli 2020 – Nach dem Tod von Jaybee Sebastian, eines hochkarätigen Drogensträflings und Zeugen gegen sie behauptete De Lima, Sebastian sei von Präsident Duterte unter Druck gesetzt worden, falsche Zeugenaussagen gegen sie zu Protokoll zu geben.
14. August 2020 – De Lima reichte in ihrem zweiten Drogenfall einen weiteren Antrag auf Freilassung gegen Kaution ein und wies darauf hin, dass die Beweise gegen sie „allesamt schwach“ seien.
4. Dezember 2020 – Die Staatsanwaltschaft reichte einen Antrag auf Missachtung des Gerichts gegen De Lima und ihre Anwälte ein, weil sie sich öffentlich zu den Aussagen von Zeugen in einem ihrer Drogenfälle geäußert hatten.
10. Februar 2021 – Der Oberste Gerichtshof hat den Antrag von De Lima auf Schutz vor Präsident Dutertes verbalen Drohungen und Angriffen endgültig zurückgewiesen.
17. Februar 2021 – Die Abteilung 205 des Bezirksgerichts Muntinlupa verwarf De Limas Drogenfall mit dem Mitangeklagten Jose Adrian Dera. Deras wurde zwar nicht ebenfalls eingestellt, aber er durfte eine Kaution für seine Freilassung hinterlegen. Dasselbe Gericht wies jedoch einen separaten Drogenfall mit dem Mitangeklagten Ronnie Dayan nicht ab. De Limas Beweisaufnahme und ihr Antrag auf Freilassung gegen Kaution wurden abgelehnt.
24. Februar 2021 – De Limas Lager bestritt den Erhalt von 1,4 Millionen ₱ an Drogengeldern vom verstorbenen Drogenbaron Jaybee Sebastian, als sie Justizministerin war.
4. März 2021 – De Lima und ihr Anwalt Boni Tacardon beantragten bei der RTC-Abteilung 205 von Muntinlupa die Abweisung der Klage wegen Missachtung des Gerichts, die von Regierungsanwälten vier Monate zuvor gegen sie wegen ihrer Einlassungen zu Zeugenaussagen in einem ihrer Drogenfälle eingereicht worden war.
5. März 2021 – Die RTC-Abteilung 205 von Muntinlupa lehnte die Berufung von De Lima und dem Mitangeklagten Dayan ab, De Limas dritten Drogenfall abzuweisen. Das Gericht bestätigte seine frühere Entscheidung und fügte hinzu, dass De Lima und Dayan „Beweise vorlegen müssten, um ihre Unschuld an dem angeklagten Verbrechen zu beweisen“.
8. Oktober 2021 – De Limas Inhaftierung hielt sie nicht davon ab, ihre Kandidatur für die Wiederwahl über ihren offiziellen Vertreter und Sprecher Dino De Leon einzureichen. Obwohl sie Teil der Oppositionsliste des Tandems der damaligen Vizepräsidentin Leni Robredo und Kiko Pangilinan war, wurde ihr verboten, an Foren und Debatten im Senat teilzunehmen und Video- und Audiomaterial für die Kampagne im Gefängnis aufzunehmen. Sie musste sich auf Werbeständer und einige Abgeordnete verlassen, um Wähler für sich zu gewinnen.
26. April 2022 – Das Bezirksgericht Muntinlupa RTC verschiebt die Anhörung von De Limas Drogenfall auf den 30. Mai, nachdem der Insasse des New Bilibid Gefängnisses, Joel Capones, aufgrund von „Sicherheitsbedenken mit hohem Risiko“ nicht als Zeuge vor Gericht erschienen war.
28. April 2022 – Der bekennende Drogenbaron Kerwin Espinosa zieht seine früheren Anschuldigungen zurück, er habe mit De Lima über Dayan im Bilibid-Gefängnis Drogengeschäfte gemacht und schreibt in einer eidesstattlichen Erklärung, er sei zu seiner früheren Aussage „von der Polizei genötigt, unter Druck gesetzt, eingeschüchtert und ernsthaft bedroht“ worden. Generalstaatsanwalt Benedicto Malcontento hatte zuvor erklärt, dass die Regierung Espinosa nicht als Zeugen vorgeladen habe, weil sie bereits mit den Aussagen des ehemaligen Leiters der Strafvollzugsbehörde Rafael Ragos und einiger anderer Gefängnisinsassen zuversichtlich gewesen sei De Lima zu verurteilen.
30. April 2022 – Wie Espinosa widerruft auch Ragos seine Aussagen, dass er im Jahr 2012 über Dayan persönlich Geld von Bilibid-Insassen an De Lima übergeben habe. Er behauptet, der damalige Justizminister Vitaliano Aguirre habe ihn genötigt, „etwas zuzugeben, was nicht passiert ist“. Aguirre wies diesen Vorwurf wenige Tage später in einer Erklärung zurück. Er stellte den Zeitpunkt und das Motiv hinter dem Widerruf Ragos´ in Frage, indem er behauptete, Ragos habe freiwillig unter Eid gegen De Lima ausgesagt.
13. Mai 2022 – Dayan, der ehemalige Leibwächter von De Lima und Mitangeklagter in einem der Drogenfälle, ist der dritte, der seine Anschuldigungen widerruft. Er behauptete, er sei vom verstorbenen Vorsitzenden des Justizausschusses des Repräsentantenhauses, Reynaldo Umali, aufgefordert worden, über den Erhalt von Drogengeldern für De Lima zu lügen. In der Zwischenzeit räumte De Limas Anwalt Rolly Francis Peoro ein, dass es keine Möglichkeit mehr gebe, Dayans Anschuldigungen gegen Umali zu erhärten, da dieser im Januar 2021 an einem Herzstillstand verstorben sei.
27. Mai 2022 – Die RTC-Abteilung 206 von Muntinlupa hat den Antrag der Staatsanwaltschaft zurückgewiesen, De Lima und einen ihrer Anwälte wegen angeblicher Missachtung des Gerichts im vorliegenden Fall vorzuladen.
1. Juni 2022 – De Limas Lager legte Kopien einer gegeneidesstattlichen Erklärung von Marcelo Adorco vor, einem weiteren Zeugen der Regierung, in denen er ebenfalls seine Aussagen gegen Senatorin De Lima zurückzog. Adorco sagte, er sei gezwungen worden, die vorherigen Aussagen zu machen, weil er sonst um sein Leben hätte fürchten müssen. Die aufeinanderfolgenden Zeugenwiderrufe lösten erneut Rufe nach De Limas Freilassung aus.
14. Juni 2022 – Justizminister Menardo Guevarra erklärte, dass man die Anklage gegen De Lima trotz der Widerrufe der Zeugen nicht fallen lassen werde. Er sagte, die Staatsanwälte, die den Fall bearbeiten, hätten mitgeteilt, dass „es gute Gründe gibt, die aktive Strafverfolgung der Senatorin fortzusetzen“.
9. August 2022 – Das Büro des Ombudsmanns veröffentlicht eine Kopie seiner Entscheidung vom 5. Januar 2022, in der die Bestechungsvorwürfe gegen die nun ehemalige Senatorin De Lima und Dayan mangels triftigen Grundes abgewiesen wurden.
18. August 2022 – US-Abgeordneten unter der Leitung von US-Senator Edward Markey wurde zunächst der Besuch von De Lima im PNP-Haftzentrum in Camp Crame untersagt, nachdem die Polizei mitgeteilt hatte, dass sie keine gerichtliche Genehmigung hätten. Einen Tag später wurde ihnen der Besuch von De Lima im Gefängnis erlaubt, nachdem das RTC von Muntinlupa dem „extrem dringenden Antrag“ stattgegeben hatte, den De Lima noch am selben Tag eingereicht hatte.
6. September 2022 – Das Berufungsgericht veröffentlichte seinen Beschluss vom 20. Juli, in dem es erneut De Limas Antrag ablehnte, Ragos und mehrere Sträflingszeugen als Mitangeklagte in die Prozesse gegen sie aufzunehmen.
9. Oktober 2022 – De Lima wurde kurzzeitig durch einen von drei Mithäftlingen als Geisel gehalten, die versuchten, aus dem PNP-Gefängnis zu entkommen. Sie überlebte den Vorfall. Zwei der Gefangenen wurden von der Polizei erschossen, als sie versuchten zu fliehen, und der Mann, der De Lima gefangen hielt, wurde ebenfalls getötet, als er auch über die Freilassung der ehemaligen Senatorin verhandeln wollte.
10. Oktober 2022 – Die PNP hat nach der Geiselnahme den Leiter ihrer Haftanstalt entlassen. PNP-Chef General Rodolfo Azurin bestritt kategorisch, dass die Insassen De Lima gezielt angegriffen hätten, und sagte, dies sei „zufällig gewesen, da die Gefangenen nicht durch das Haupttor fliehen konnten“.
10. Februar 2023 – Das Lager De Lima teilte mit, dass es erneut auf ihre vorübergehende Freilassung gegen Kautionshinterlegung durch einen ergänzenden Antrag drängen wird, nachdem der ehemalige Leiter der Strafvollzugsbehörde Rafael Ragos eine Aussage vor Gericht machen durfte, um den Widerruf seiner ursprünglichen Belastung von De Lima zu bestätigen. Im Oktober erlaubte die RTC-Abteilung 204 von Muntinlupa Ragos erneut, in den Zeugenstand zu treten.
24. Februar 2023 – De Lima, die jetzt ihr sechstes Jahr in Haft ist, reichte einen ergänzenden Sammelantrag ein, in dem sie eine erneute vollständige Abweisung der Verfahren und die sofortige Freilassung ggf. gegen Kaution fordert.
20. April 2023 – Justizminister Remulla sagte, sein Ministerium werde sich dem Antrag von De Lima auf Freilassung gegen Kaution widersetzen, wenn das Lager de ehemaligen Senatorin darauf bestehe, dass die Gründe auf mangelnden Beweisen beruhten. Er betonte, dass humanitäre Gründe die einzigen seien, die die Regierung akzeptiere.
8. Mai 2023 – Die Entscheidung über De Limas Antrag auf Freilassung gegen Kaution wurde aufgrund von Problemen bei der Beweiswürdigung durch die Staatsanwaltschaft auf Eis gelegt. Erst wenn die RTC-Abteilung 256 von Muntinlupa über das formelle Beweisangebot entschieden habe, könne sie „sich mit dem Antrag der ehemaligen Abgeordneten De Lima auf Freilassung gegen Kaution befassen“.
12. Mai 2023 – Die RTC-Abteilung 204 von Muntinlupa sprach De Lima frei, fast einen Monat, nachdem die Staatsanwaltschaft versucht hatte, ihr Verfahren wieder aufzunehmen, da sie „neue Beweise habe, die für eine Schuld De Limas sprächen“.
16. Oktober 2023 – In einem Brief an De Lima und den ehemaligen BuCor-Chef Franklin Bucayu vom 12. Oktober haben die ehemaligen Polizisten PMaj. Rodolfo Magleo und PSgt. Nonilo Arile ihre zuvor im Prozess gemachten Aussagen widerrufen, „da sie von ihrem Gewissen geplagt wurden“. In dem Brief hieß es: „Wir wollen nicht, dass Sie Opfer eines Fehlurteils werden. Wir werden zu gegebener Zeit darüber sprechen. Wir versichern Ihnen allen, dass der Fall letztendlich abgewiesen wird.“
13. November 2023 – Nach sechs Jahren, acht Monaten und 21 Tagen wurde De Lima vorläufig freigelassen, nachdem sie eine Kaution von 300.000 ₱ für ihren verbleibenden Drogenfall hinterlegt hatte. Der Beschluss wurde vom Vorsitzenden Richter Gener M. Gito, Abteilung 206 des Regionalgerichts der Stadt Muntinlupa, unterzeichnet.
15. November 2023 – Die Ex-Senatorin traf zu Hause bei ihrer Familie ein, nachdem sie am Tag zuvor eine kurze Pilgerfahrt nach Manaoag, Pangasinan unternommen hatte.
4. Dezember 2023 – Leila De Lima wurde zur offiziellen Sprecherin der Liberalen Partei ernannt, nachdem sie zuvor deren Vizepräsidentin für Politik, Grundsatzfragen und Interessenvertretung war.
Am 13. Dezember 2023 kündigte sie an, dass sie ab Januar 2024 als Professorin an der Tañada-Diokno School of Law der Universität De La Salle tätig sein werde, was ihre Rückkehr in die Rechtslehre markiert.

## Belege
1. ↑  INQUIRER: New CHR chair De Lima sworn in (15. Mai 2008) (Memento des Originals vom 19. Mai 2008 im Internet Archive)  Info: Der Archivlink wurde automatisch eingesetzt und noch nicht geprüft. Bitte prüfe Original- und Archivlink gemäß Anleitung und entferne dann diesen Hinweis.
2. ↑  Shay Cullen: Menschenrechte und Demokratie. Rede für Weimar, 10. Dezember 2009 (Memento vom 26. Juli 2011 im Internet Archive)
3. ↑  GMANEWS: Leila de Lima: GMANews.TV's Public Servant of the Year (31. Dezember 2009)
4. ↑  „Philippinen: Dutertes schärfste Gegnerin angeklagt | tagesschau.de“. Zugegriffen am 20. Februar 2017. http://www.tagesschau.de/ausland/philippinen-duterte-101.html.

| Personendaten    | Personendaten                                              |
| ---------------- | ---------------------------------------------------------- |
| NAME             | Lima, Leila de                                             |
| ALTERNATIVNAMEN  | Lima, Leila Magistrado de (vollständiger Name)             |
| KURZBESCHREIBUNG | philippinische Juristin, Hochschullehrerin und Politikerin |
| GEBURTSDATUM     | 27. August 1959                                            |
| GEBURTSORT       | Iriga City                                                 |